# Jugoslávská liga ledního hokeje 1982/1983
Sezóna 1982/1983 byla 41. sezónou Jugoslávské ligy ledního hokeje. Vítězem se stal tým HK Olimpija Ljubljana.

## Základní část
| Poř. | Tým                       | Zápasy | Skóre  | Body |
| ---- | ------------------------- | ------ | ------ | ---- |
| 1    | HK Olimpija Ljubljana     | 12     | 99:17  | 20   |
| 2    | HK Jesenice               | 12     | 143:34 | 20   |
| 3    | KHL Medveščak             | 12     | 59:32  | 15   |
| 4    | HK Cinkarna Celje         | 12     | 52:34  | 14   |
| 5    | HK Crvena Zvezda Bělehrad | 12     | 59:60  | 11   |
| 6    | HK Partizan               | 12     | 32:115 | 8    |
| 7    | HK Vojvodina Novi Sad     | 12     | 18:170 | 4    |

## Skupina o 1. místo
| Poř. | Tým                   | Zápasy | Skóre | Body   |
| ---- | --------------------- | ------ | ----- | ------ |
| 1    | HK Olimpija Ljubljana | 6      | 47:15 | 14 (4) |
| 2    | HK Jesenice           | 6      | 38:15 | 13 (3) |
| 3    | KHL Medveščak         | 6      | 13:48 | 4 (2)  |
| 4    | HK Cinkarna Celje     | 6      | 15:35 | 1 (1)  |

## Skupina o 5. místo
| Poř. | Tým                       | Zápasy | Skóre | Body  |
| ---- | ------------------------- | ------ | ----- | ----- |
| 5    | HK Crvena Zvezda Bělehrad | 4      | 39:12 | 9 (3) |
| 6    | HK Partizan               | 4      | 24:27 | 6 (2) |
| 7    | HK Vojvodina Novi Sad     | 4      | 13:37 | 3 (1) |

## Finále
Hrálo se na dva vítězné zápasy v rámci systému 1-1-1, * - po penaltovém rozstřelu.
|  | HK Olimpija Ljubljana | 4 – 5 | HK Jesenice | Hala Tivoli, Ljubljana |
|  | HK Olimpija Ljubljana |       | HK Jesenice |                        |

| Souhrn zápasu | Souhrn zápasu | Souhrn zápasu | Souhrn zápasu | Souhrn zápasu |
| ------------- | ------------- | ------------- | ------------- | ------------- |
|               |               |               |               |               |

|  | HK Jesenice | 5 – 8 | HK Olimpija Ljubljana | Dvorana Podmežakla, Jesenice |
|  | HK Jesenice |       | HK Olimpija Ljubljana |                              |

| Souhrn zápasu | Souhrn zápasu | Souhrn zápasu | Souhrn zápasu | Souhrn zápasu |
| ------------- | ------------- | ------------- | ------------- | ------------- |
|               |               |               |               |               |

|  | HK Olimpija Ljubljana | 9 – 3 | HK Jesenice | Hala Tivoli, Ljubljana |
|  | HK Olimpija Ljubljana |       | HK Jesenice |                        |

| Souhrn zápasu | Souhrn zápasu | Souhrn zápasu | Souhrn zápasu | Souhrn zápasu |
| ------------- | ------------- | ------------- | ------------- | ------------- |
|               |               |               |               |               |

## Konečné pořadí
1. HK Olimpija Ljubljana
2. HK Jesenice
3. KHL Medveščak
4. HK Cinkarna Celje
5. HK Crvena Zvezda Bělehrad
6. HK Partizan
7. HK Vojvodina Novi Sad